# Gorki-9

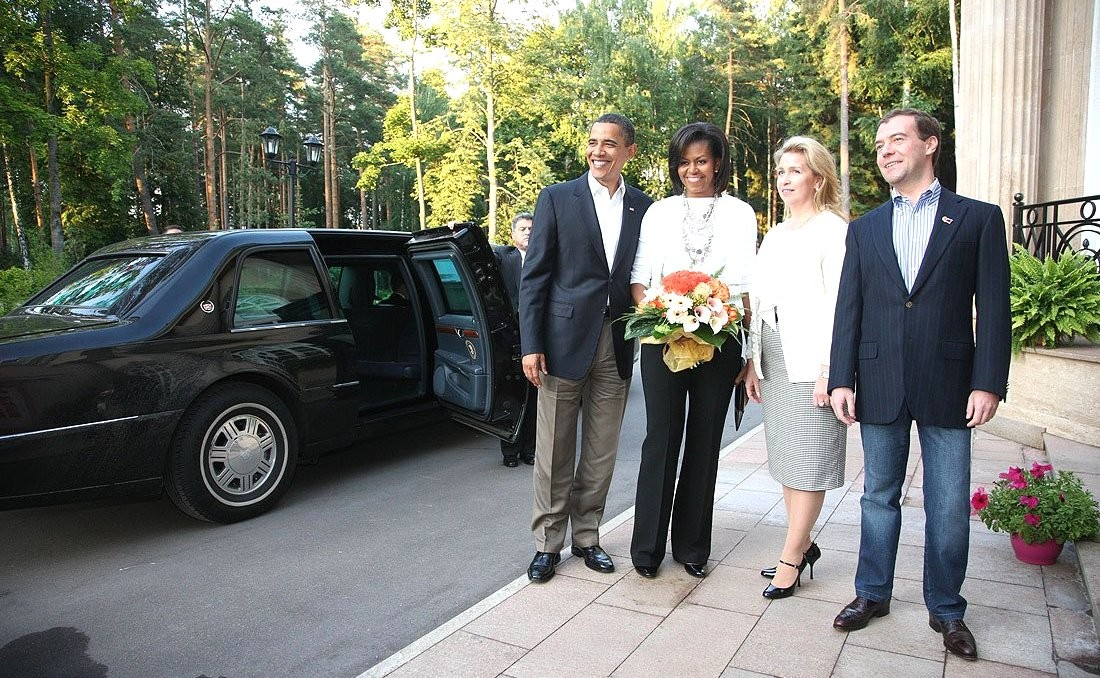
Dmitri e Svetlana Medvedev com o presidente dos EUA Barack Obama e sua esposa Michelle Obama

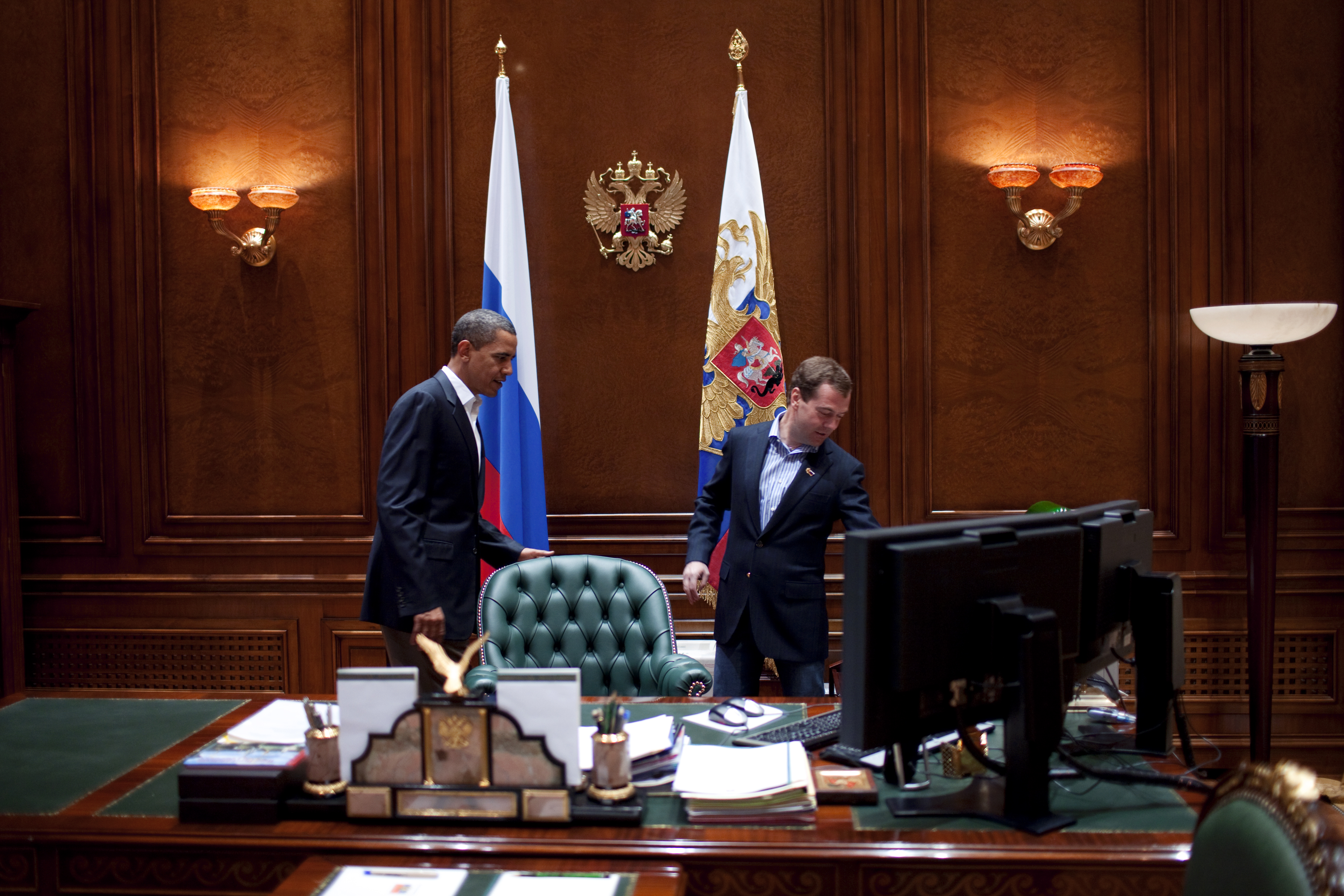
Dmitri Medvedev e Barack Obama no escritório da residência Gorki-9, 6 de julho de 2009

Gorki-9 (em russo:  Горки-9) é uma residência oficial localizada 15 quilômetros a oeste de Moscou, perto de Bouzaïevo.
É uma área de aproximadamente 80 hectares cercada por uma cerca alta e protegida pelo Serviço Federal de Segurança.

## História
A residência Gorki-9 era originalmente um palácio estatal onde Viatcheslav Molotov e depois Nikita Khrushchov viveram.
Na década de 1990, o primeiro presidente russo, Boris Iéltsin, viveu em Gorki-9. Em 1995, a administração do distrito de Odintsovo concedeu a Iéltsin a antiga datcha de Gorky na vila de Gorky-10 e a residência presidencial em Gorky-9.
Boris Iéltsin utilizou regularmente a residência Gorki-9 enquanto foi presidente. Após sua renúncia em 1999, ele manteve a propriedade até sua morte em 2007. Após sua morte em 2007, sua viúva não conseguiu mais viver sozinha na enorme casa em Gorki-9 e acabou se mudando para seu apartamento em Moscou.
Em 2008, Gorki-9 foi concedida a Dmitri Medvedev, que se tornou presidente da Rússia.
A vila é cercada por uma propriedade de 80 hectares.
Hoje ainda é habitada por Dmitri Medvedev, que mora lá com sua esposa Svetlana, seu filho Ilya e sua mãe. O interior foi decorado pelo italiano Roberto Provazi. A propriedade dispõe de uma capela particular, um heliponto, um campo de golfe às margens do rio Moscou e um lago.
Construída em estilo neoclássico, Gorki-9 é a maior das residências oficiais atribuídas ao chefe do governo russo.

## Encontros oficiais
Durante a presidência de Dmitri Medvedev, Gorki-9 foi o local onde ele recebeu chefes de Estado estrangeiros em visita à Rússia. O presidente dos EUA, Barack Obama, visitou o país em 6 de julho de 2009.